# People Are Good
"People Are Good" är en låt av den brittiska gruppen Depeche Mode. Den utgavs som singel den 5 april 2024. "People Are Good", som finns med på albumet Memento Mori, är gruppens femtionionde singel totalt. 
Musikvideon regisserades av Rich Hall och Anton Corbijn.

## Låtlista
| 1.           | People Are Good (AC Fool Mix)                                 | 6:55  |
| 2.           | People Are Good (Ludwig A.F. Heaven Help Us Mix)              | 3:43  |
| 3.           | People Are Good (Depeche Mode v SiGNL: The Good People's Mix) | 6:58  |
| 4.           | People Are Good (Obskür Remix)                                | 4:13  |
| 5.           | People Are Good (Indira Paganotto Twilight Remix)             | 8:57  |
| Total längd: | Total längd:                                                  | 29:26 |

| 1. | Before We Drown (Chris Avantgarde Extended Remix) | 5:02 |
| 2. | Before We Drown (AC Wet Mix)                      | 5:03 |
| 3. | People Are Good (Indira Paganotto Psy Remix)      | 9:36 |
| 4. | People Are Good (AC Fool Mix)                     | 6:55 |